# Armando Del Debbio
Armando Del Debbio (ur. 2 listopada 1904 w São Paulo  – zm. 8 maja 1984 w São Paulo) – piłkarz brazylijski grający na pozycji obrońcy.

## Kariera klubowa
Armando Del Debbio karierę piłkarską rozpoczął w klubie São Bento São Paulo w 1919 roku i grał w nim do 1921 roku. W 1921 roku przeszedł do Corinthians Paulista, w którym grał przez 10 lat. Z Corinthians sześciokrotnie zdobył mistrzostwo stanu São Paulo – Campeonato Paulista w 1922, 1923, 1924, 1928, 1929 i 1930 roku. W 1931 roku wyjechał do Włoch do S.S. Lazio.
W Serie A zadebiutował 20 września 1931 w przegranym 1-3 meczu z Torino FC. Ostatni raz w Lazio zagrał 5 maja] 1935 w przegranym 0-3 meczu z SSC Napoli. W Lazio przez cztery sezony zaliczył w tym czasie 88 spotkania i strzelił dwie bramki. W 1935 roku powrócił do Brazylii do Corinthians Paulista, gdzie zakończył karierę w 1937 roku, zdobywając kolejne mistrzostwo stanu São Paulo – Campeonato Paulista w 1937 roku. W 1939 powrócił na boisko na jeden mecz. 22 października 1939 wystąpił w wygranym 2-1 meczu z Ypirangą pomagając Corinthians zdobyć mistrzostwo stanu São Paulo.

## Kariera reprezentacyjna
Armando Del Debbio zadebiutował w reprezentacji Brazylii 24 lutego 1929 w meczu ze urugwajskim klubem Rampla Juniors. W meczu międzypaństwowym Del Debbio zadebiutował 1 sierpnia 1930 w meczu z Francją. Ostatni raz w reprezentacji zagrał 2 lipca 1931 w meczu z Ferencvarosem Budapeszt, w którym zdobył swoją jedyną bramkę w reprezentacji.

## Kariera trenerska
Jeszcze będąc piłkarzem Armando Del Debbio został trenerem. W 1936 roku prowadził São Paulo FC. W latach 1940–1942 był trenerem Corinthians Paulista. Z Corinthians zdobył mistrzostwo stanu São Paulo – Campeonato Paulista w 1941 roku. W latach 1942–1944 prowadził SE Palmeiras, z którym dwukrotnie zdobył mistrzostwo stanu São Paulo – Campeonato Paulista w 1942 i 1944 roku. W późniejszych latach sporadycznie prowadził kluby piłkarskie. W 1945 roku po raz drugi Palmeiras, a w 1947 i 1963 roku Corinthians.